# Harry Stockwell
Harry Bayless Stockwell (Kansas City, 27 de abril de 1902 — Nova Iorque, 19 de julho de 1984) foi um ator e cantor norte-americano.
Dublou o Príncipe Encantado no filme da Disney, Branca de Neve e os Sete Anões, de 1937.
Faleceu em 19 de julho de 1984, aos 82 anos.